# Omonville
Omonville – miejscowość i gmina we Francji, w regionie Normandia, w departamencie Sekwana Nadmorska.
Według danych na rok 1990 gminę zamieszkiwały 263 osoby, a gęstość zaludnienia wynosiła 93 osoby/km² (wśród 1421 gmin Górnej Normandii Omonville plasuje się na 644. miejscu pod względem liczby ludności, natomiast pod względem powierzchni na miejscu 851.).